# Villotte-sur-Aire
Villotte-sur-Aire è un comune francese di 190 abitanti situato nel dipartimento della Mosa nella regione del Grand Est.

## Società

### Evoluzione demografica
Abitanti censiti